# Resolució 1228 del Consell de Seguretat de les Nacions Unides
La Resolució 1228 del Consell de Seguretat de les Nacions Unides, adoptada per unanimitat l'11 de febrer de 1999 després de reafirmar totes les resolucions anteriors del Sàhara Occidental, en particular les resolucions 1204 (1998) i 1215 (1998), el Consell va ampliar el mandat de la Missió de Nacions Unides pel Referèndum al Sàhara Occidental (MINURSO) fins al 31 de març de 1999 per permetre més temps de consultes sobre qüestions relacionades amb al proposat referèndum.
La resolució va ampliar el mandat de la MINURSO per tal que es poguessin celebrar consultes per aconseguir un acord sobre protocols relacionats amb la identificació dels votants i el retorn dels refugiats. Tant al govern marroquí com el Polisario se'ls va instar que ajudessin a l'Alt Comissionat de les Nacions Unides per als Refugiats a dur a terme treballs per a la repatriació de refugiats i les seves famílies elegibles per votar d'acord amb el Pla de Regularització.
El Consell de Seguretat va donar suport a la intenció del Secretari General Kofi Annan de demanar al seu Enviat Personal que revalori la viabilitat del mandat de la MINURSO si hi hagués dificultats per aplicar les mesures i li va demanar que informés al Consell abans del 22 de març 1999.